# Liaoning
Liaoning (wymowaⓘ; chiń. upr. 辽宁; chiń. trad. 遼寧; pinyin Liáoníng; dosł. „Spokój Liao”) – północna prowincja ChRL w regionie Dongbei. Nazwa pochodzi od historycznego państwa Liao, które kiedyś znajdowało się na jej terenach.